# 加州州立大學斯坦尼斯洛斯分校
加州州立大學斯坦尼斯洛斯分校（California State University, Stanislaus，亦稱：Cal State Stanislaus或Stan State）是加利福尼亞州立大學系統內、位於美國加利福尼亞州特洛克的一所公立大學，成立於1957年。 2015年《美國新聞與世界報道》將其排在“西部地區大學”中的第55位。

## 外部連結
- Official website（页面存档备份，存于）
- Official website of the Stockton campus（页面存档备份，存于）
- Official athletics website（页面存档备份，存于）

37°31′30″N 120°51′21″W / 37.52500°N 120.85583°W